# Keuppia
Genre
Keuppia est un genre éteint de poulpes.
Il inclut deux espèces, Keuppia hyperbolaris et Keuppia levante, qui vivaient toutes les deux au cours du Cénomanien supérieur (début du Crétacé supérieur), il y a environ 95 Ma (millions d'années). Les fossiles de poulpes (Octopoda) sont très rares car leurs tissus mous sont presque toujours détruits après leur mort, avant qu'ils aient la possibilité de se fossiliser.

## Historique
Ces deux espèces du genre Keuppia ont été découvertes en 2009, en compagnie d'un autre genre de poulpes, Styletoctopus annae, dans des calcaires du Crétacé supérieur sur les sites de Haqel et de Hâdjoula au Liban.

## Description
La présence d'un vestige de « plume » ou gladius (organe corné situé dans le manteau) démontre que ce genre représente une forme de transition entre les calmars et les poulpes. Ce gladius se réduira ensuite à de simples stylets latéraux, comme on peut déjà le voir chez Styletoctopus.

## Liste d'espèces
Selon BioLib (25 janvier 2021) :
- † Keuppia hyperbolaris Fuchs, Bracchi & Weis, 2009
- † Keuppia levante Fuchs, Bracchi & Weis, 2009

## Publication originale
- (en) Dirk Fuchs, Giacomo Bracchi et Robert Weis, « New Octopods (Cephalopoda: Coleoidea) from the late Cretaceous (Upper Cenomanian) of Hâkel and Hâdjoula Lebanon », Palaeontology, Londres, Wiley-Blackwell et Palaeontological Association, vol. 52, no 1,‎ janvier 2009, p. 65-81 (ISSN 0031-0239 et 1475-4983, OCLC 44674714 et 1761779, DOI 10.1111/J.1475-4983.2008.00828.X, lire en ligne).